# Conanthalictus bakeri
Conanthalictus bakeri är en biart som beskrevs av Crawford 1907. Conanthalictus bakeri ingår i släktet Conanthalictus och familjen vägbin. Inga underarter finns listade i Catalogue of Life.